# Franz Teyber
Franz Teyber (Vienna, 25 agosto 1758 – Vienna, 21 ottobre 1810) è stato un organista e compositore austriaco.

## Biografia
Compì gli studi musicali con Georg Christoph Wagenseil e si dedicò poi alla scrittura di musica da camera ma soprattutto di opere liriche. Nel 1786 divenne direttore della compagnia teatrale di Emanuel Schikaneder e dal 1801 compositore e diretto musicale del nuovo Theater an der Wien. Le sue sorelle Elisabeth e Therese erano cantanti d'opera e suo fratello Anton compose opere (fra le altre) per l'Opera di Dresda e la Corte imperiale di Vienna.